# Парк Аспири
Паркът „Аспири“ (на английски: Aspire Park) е зона за отдих, който се намира в едноименната спортна зона „Аспири“ в южния квартал „Баая“ в Доха, Катар. Той обхваща площ от 88 хектара и е най-големият парк в Доха.
В парка се намират единственото езеро в Катар, комбинирано с красиви фонтани, малък хълм, различни видове дървета, както редки (като боабаб), така и обикновени, детски площадки, кафене, където могат да се купят различни видове напитки, пътека за джогинг с гумена настилка с дължина 1600 м, и други спортно-развлекателни съоръжения.
Пъркът е предпочитано място за семейни разходки, отдих след пазаруване в близките молове „Villaggio“ и „Hyatt Plaza“, и особено вечер, когато близката кула „Аспири“ е осветена. Кулата „Aspire Tower“ е 300-метров модерен хотел, който служи като гигантска факла за 15-те Азиатски игри през 2006 г.
В парка не се допуска каране на скутери, велосипеди и скейтборд, забранено е катеренето по дърветата, не се допускат разходки на домашни любимци – кучета, котки. Задължително е и характерното за ислямския свят по-покрито облекло на раменете и коленете.